# Contilly
Contilly é uma comuna francesa na região administrativa do País do Loire, no departamento de Sarthe. Estende-se por uma área de 12.48 km². Em 2010 a comuna tinha 138 habitantes (densidade: 11,1 hab./km²).